# Беззвучна венечна преградна съгласна
Беззвучната венечна преградна съгласна е вид съгласен звук, използван в много говорими езици. В Международната фонетична азбука той се отбелязва със символа t. В българския език е звукът, обозначаван с „т“.
Беззвучната венечна преградна съгласна се използва в езици като английски (tick, ), немски (Tochter, [ˈtɔxtɐ]), нидерландски (taal, [taːɫ]).